# NK Mosor Žrnovnica
NK Mosor Žrnovica ist ein kroatischer Fußballverein aus der zur Stadt Split gehörenden Siedlung Žrnovnica. Benannt ist er nach dem Gebirge Mosor.

## Geschichte
Der 1928 entstandene Verein stellte am Ende des Zweiten Weltkriegs den Spielbetrieb ein und eröffnete diesen erst wieder im Jahre 1964.
1999 und 2004 gelang der Aufstieg in die 2. Liga Kroatiens.
Der Klub beendete die Spielzeit 2022/23 auf dem fünften Platz der siebtklassigen 2. ŽNL (Druga županijska nogometna liga).

## Stadion
Das Stadion u Pricviću hat 3.000 Plätze. 
Im Jahre 2005 wurde in diesem Stadion die Begegnung zwischen Ungarn und Portugal der Gruppe 3 der Eliterunde zur Qualifikation für die U-17-Fußball-Europameisterschaft 2005 ausgetragen.
Auch Mosor gehört zu den Vereinen, die sich auf jeden Fall in den nächsten Jahren umstrukturieren und modernisieren müssen, wollen sie die neuen Auflagen des kroatischen Fußballbundes für die zweite Liga erfüllen. Diese Auflagen richten sich seit dem Jahr 2006 nach denen der UEFA.